# Winchester (Pferd)
Winchester alias Rienzi (* 1860; † 1878) war ein bekanntes Reitpferd des Generals Philip Sheridan im Amerikanischen Bürgerkrieg.

## Leben
General Sheridan erhielt das Pferd im Jahr 1862 als Geschenk von Offizieren der Second Michigan Cavalry. Es wurde zunächst nach dem Ort der Übergabe, Rienzi (Mississippi), benannt. Es wurde aber umgetauft, nachdem Sheridan am 19. Oktober 1864 auf ihm von Winchester (Virginia) nach Cedar Creek geritten war, um aus einer nahezu sicheren Niederlage doch noch einen Sieg zu machen. Dieser Zwanzig-Meilen-Ritt wurde als Sheridan’s Ride bekannt und mehrfach künstlerisch verherrlicht.

## Verbleib
Nach seinem Tod im Jahr 1878 wurde Winchester präpariert und ausgestopft. Sheridan übergab das ausgestopfte Pferd dem Military Service Institution’s Museum in New York. Dieses gab Winchesters Überreste nach einem Brand, der das Exponat aber nicht beschädigte, 1922 ans Smithsonian weiter. Das ausgestopfte Pferd wurde in Anwesenheit von zehn Veteranen und in feierlichem Rahmen auf Governors Island verabschiedet. Es steht heute in der Armed Forces History Hall im National Museum of American History im Behring Center in Washington, D.C. Winchester ist in Bewegung in der angeblich für ihn typischen Haltung mit hoch erhobenem Kopf ausgestopft. Er trägt seinen originalen Sattel und das zugehörige Zaumzeug.

## Künstlerische Rezeption

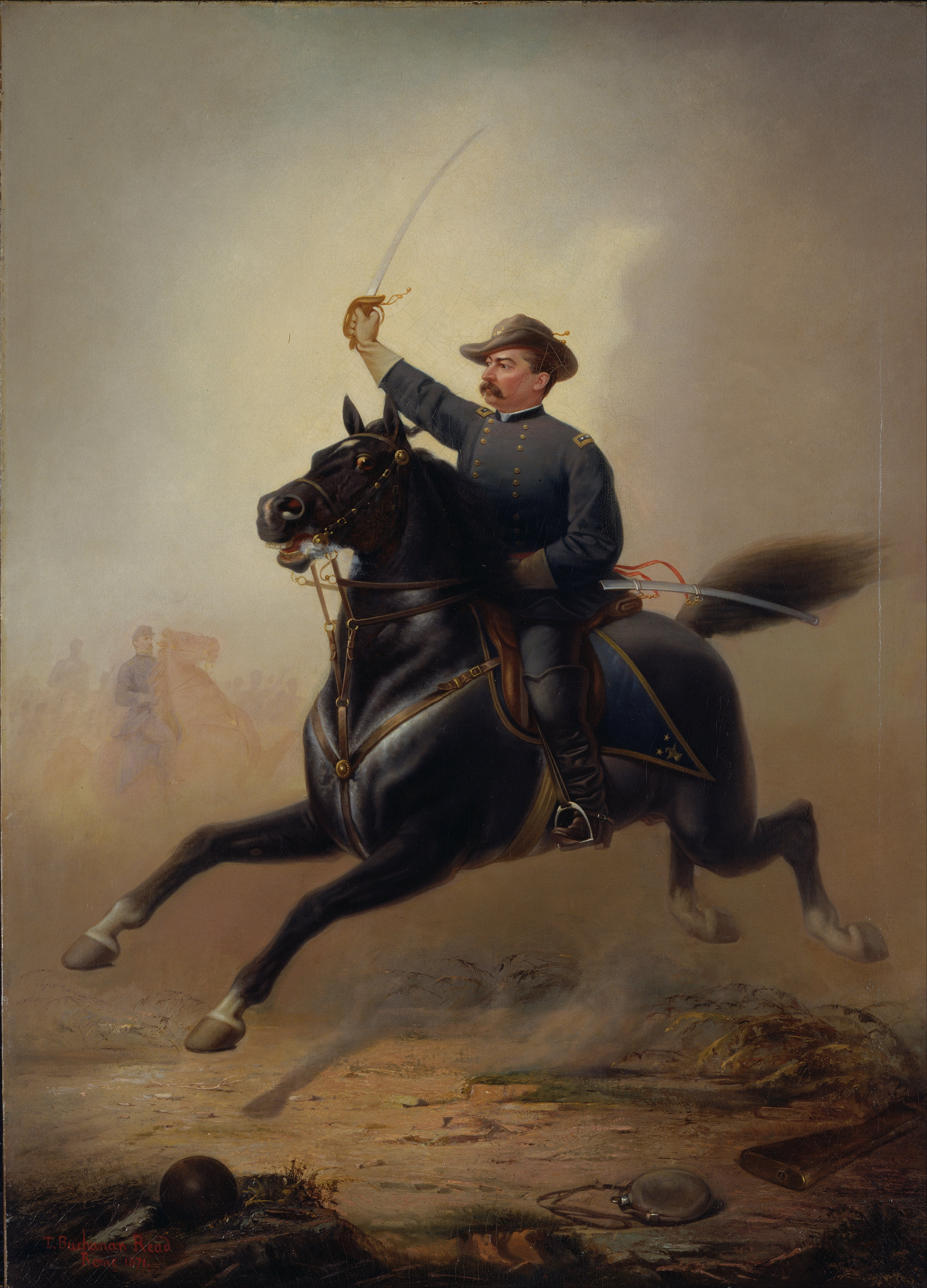
Sheridan’s Ride, Gemälde von Thomas Buchanan Read, 1871

Sheridans berühmter Ritt auf einer Illustration von Thure de Thulstrup, 1886

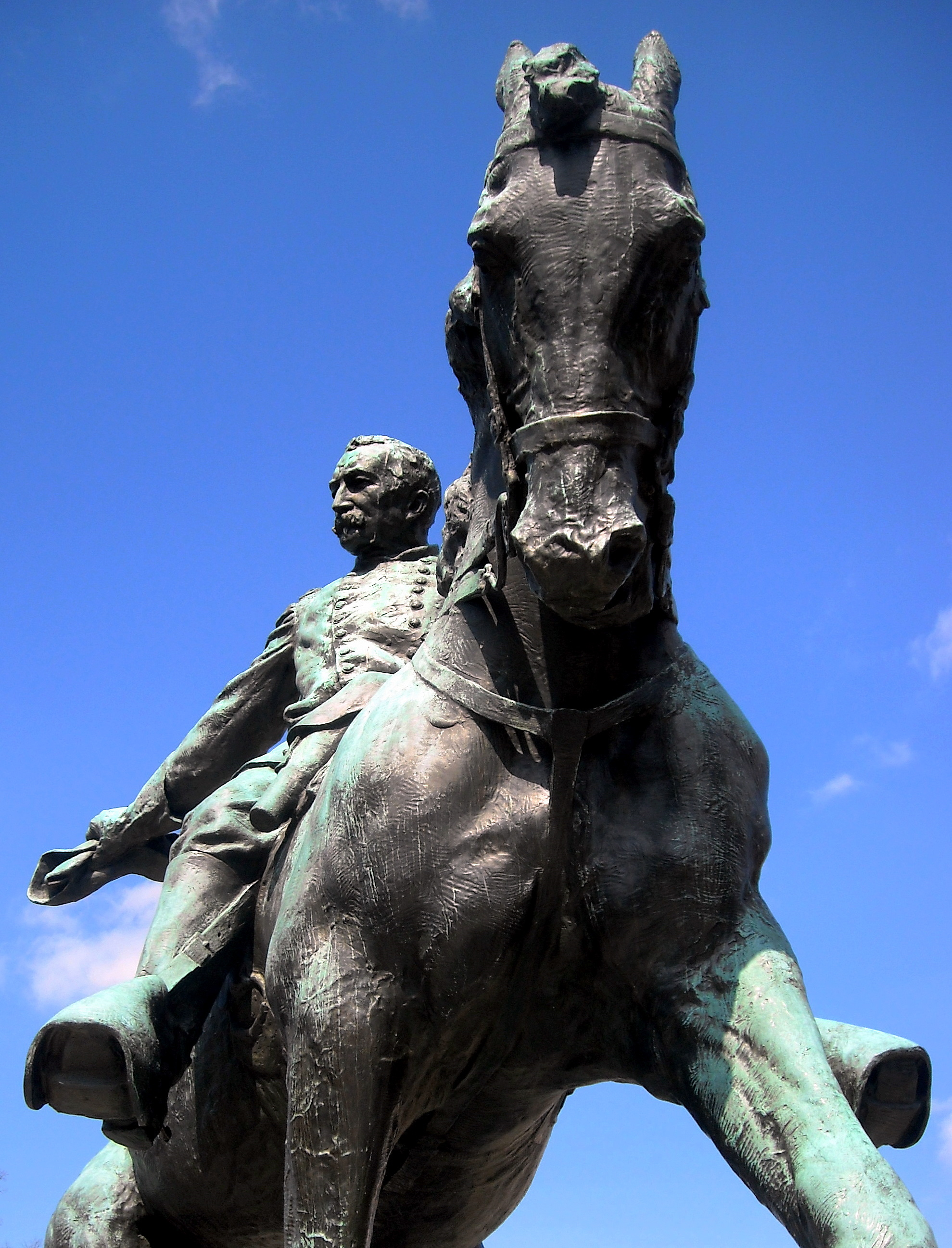
Reiterstandbild von John Gutzon de la Mothe Borglum, 1908

Der Heldenritt von Sheridan und Winchester, der nach der Legende zum Sieg der Nordstaaten in der Schlacht am Cedar Creek führte, wurde von dem Dichter Thomas Buchanan Read 1864 zu der Ballade Sheridan’s Ride verarbeitet. 1871 malte Read im Auftrag der Union League of Philadelphia ein Doppelporträt von Ross und Reiter, das in der National Portrait Gallery des Smithsonian Institute in Washington D.C. ausgestellt ist. 1886 nahm sich der schwedisch-amerikanische Illustrator Thure de Thulstrup (1848–1930) in einer Illustration des Stoffes an. Der Bildhauer John Gutzon de la Mothe Borglum schuf 1908 ein Reiterstandbild von Sheridan und Winchester für den Sheridan Circle in Washington, D.C.

## Legenden um das Tier
Um Winchesters Leben, Sterben und Verbleib rankten sich offenbar zahlreiche Legenden. Bill Nye berichtete, er habe Informationen über das Tier zusammengetragen. Dabei seien ihm als Herkunftsstaaten sowohl Kentucky als auch Pennsylvania als auch Michigan genannt worden, ferner habe er Aussagen über eine Kremierung Winchesters in New Orleans, über eine Wiederbelebung des toten Pferdes und noch etliche andere Erzählungen gehört. Insgesamt könne er sagen, dass dieses noted beast in neun verschiedenen Staaten gestorben sei und auf dreizehn verschiedene Weisen beerdigt worden sei.